# الهجرة (أمانة العاصمة)

تعديل مصدري - تعديل

الهجرة هي إحدى قرى الجمهورية اليمنية. تتبع جغرافيا لمحافظة أمانة العاصمة و إداريًا لمديرية بني الحارث. يبلغ تعداد سكانها 1734 نسمة حسب الإحصاء الذي أجري عام 2004.